# Хлорид иридия(I)
Хлорид иридия(I) — неорганическое соединение, 
соль металла иридия и соляной кислоты с формулой IrCl,
красные кристаллы.

## Получение
- Действие хлора на нагретый иридий:

{\displaystyle {\mathsf {2Ir+Cl_{2}\ {\xrightarrow {>770^{o}C}}\ 2IrCl}}}
- Разложение хлоридов иридия(II) и иридия(III):

{\displaystyle {\mathsf {2IrCl_{2}\ {\xrightarrow {>770^{o}C}}\ 2IrCl+Cl_{2}}}}
{\displaystyle {\mathsf {IrCl_{3}\ {\xrightarrow {>770^{o}C}}\ IrCl+Cl_{2}}}}

## Физические свойства
Хлорид иридия(I) образует красные кристаллы.

## Химические свойства
- Разлагается при нагревании:

{\displaystyle {\mathsf {2IrCl\ {\xrightarrow {800^{o}C}}\ Ir+Cl_{2}}}}